# 福尔米盖尔
福尔米盖尔（法語：Formiguères，法語發音：[fɔʁmiɡɛʁ] ⓘ）是法国东比利牛斯省的一个市镇，属于普拉德区。

## 地理
福尔米盖尔（42°36'52"N, 2°6'6"E）面积46.88 平方千米，位于法国奧克西塔尼大區东比利牛斯省，该省份为法国大陆部分最南部的省份，涵盖了北加泰罗尼亚，北起奥德省，西接阿列日省和安道尔，南与西班牙接壤，东临地中海。
与福尔米盖尔接壤的市镇（或旧市镇、城区）包括：奥尔吕、丰拉比乌斯、皮瓦拉多尔、雷阿勒、桑萨、马特马勒、莱桑格勒、昂古斯特里讷-埃斯卡尔德新城。
福尔米盖尔的时区为UTC+01:00、UTC+02:00（夏令时）。

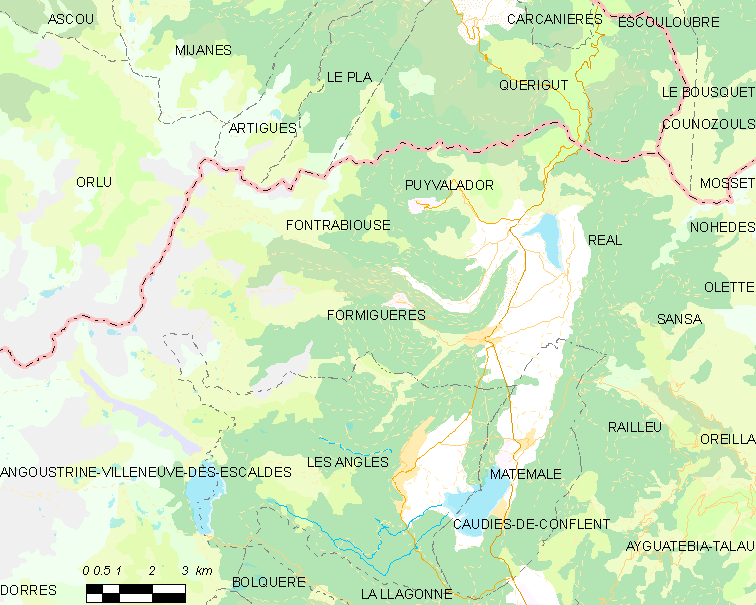
福尔米盖尔的OSM定位图

## 行政
福尔米盖尔的邮政编码为66210，INSEE市镇编码为66082。

## 政治
福尔米盖尔所属的省级选区为加泰罗尼亚比利牛斯县。

## 人口

1962-2008年间福尔米盖尔人口变化图示

福尔米盖尔于2022年1月1日时的人口数量为491人。